# Hydrophoria silvicola
Hydrophoria silvicola är en tvåvingeart som beskrevs av Robineau-desvoidy 1830. Hydrophoria silvicola ingår i släktet Hydrophoria och familjen blomsterflugor. Arten är reproducerande i Sverige. Inga underarter finns listade i Catalogue of Life.